# Iain Glen
Pour les articles homonymes, voir Glen (homonymie).
Iain Glen est un acteur britannique, né le 24 juin 1961 à Édimbourg (Écosse).
Il a remporté l'Ours d'argent du meilleur acteur en 1990 pour son rôle dans Silent Scream. Il est notamment connu pour le rôle de Jorah Mormont dans la série Game of Thrones, diffusée depuis 2011, pour celui du Dr Isaacs dans plusieurs films de la série Resident Evil et pour avoir interprété Batman dans la série à succès Titans.

## Biographie
Iain Alan Sutherland Glen a commencé au théâtre, dans des pièces classiques de Shakespeare, puis a joué pour la télévision et le cinéma.

## Vie privée
Il a été marié de 1993 à 2004 avec Susannah Harker ; ils ont un fils, Finlay.
Depuis 2005, il est en couple avec Charlotte Emmerson ; ils sont parents de deux filles.

## Filmographie

### Cinéma
- 1988 : Paris by Night : Wallace Sharp
- 1988 : Gorilles dans la brume (Gorillas in the Mist: The Story of Dian Fossey) : Brendan
- 1990 : Silent Scream : Larry Winters
- 1990 : Aux sources du Nil (Mountains of the Moon) : John Hanning Speke
- 1990 : Fools of Fortune : Willie Quinton
- 1990 : Rosencrantz et Guildenstern sont morts (Rosencrantz and Guildenstern Are Dead) : Hamlet
- 1991 : Ferdydurke : Joey
- 1993 : The Young Americans : Edward Foster
- 1998 : Mararía : Bertrand
- 2000 : Paranoid : Stan
- 2000 : Crimes maquillés (Beautiful Creatures) : Tony
- 2001 : Lara Croft: Tomb Raider : Manfred Powell
- 2001 : Gabriel & Me : Dad
- 2002 : L'Âme en jeu (Prendimi l'anima) : Dr Jung
- 2002 : Darkness : Mark
- 2003 : Song for a Raggy Boy : Frère John
- 2003 : Spy Sorge : Richard Sorge
- 2004 : Resident Evil: Apocalypse : Dr Jason Isaacs
- 2005 : Man to Man : Alexander Auchinleck
- 2005 : Kingdom of Heaven : Richard Cœur de Lion
- 2005 : Tara Road : Danny
- 2005 : Vagabond Shoes : Alec Murray
- 2006 : Small Engine Repair : Doug
- 2007 : La Dernière Légion (The Last Legion) : Orestes
- 2007 : Mrs. Ratcliffe's Revolution : Frank Ratcliffe
- 2007 : Resident Evil: Extinction : Dr Jason Isaacs / Le Tyrant
- 2009 : Harry Brown : Superintendent Childs
- 2009 : La Papesse Jeanne : le père de Jeanne
- 2011 : La Dame de fer (The Iron Lady), de Phyllida Lloyd
- 2012 : Resident Evil : Retribution : Dr. Jason Isaacs (images d'archives seulement)
- 2013 : Kick Ass 2 de Jeff Wadlow : L'Oncle Ralph
- 2015 : Eye in the Sky de Gavin Hood : le secrétaire d'État des Affaires étrangères James Willett
- 2017 : Resident Evil : Chapitre final : Dr. Alexander Roland Isaacs
- 2017 : My Cousin Rachel de Roger Michell
- 2020 : Black Beauty d'Ashley Davis : John Manly
- 2020 : L'Équipier (The Racer) de Kieron J. Walsh : « Sonny » McElhone
- 2021 : La Colonie de Tim Fehlbaum : Gibson
- 2022 : The Lost Girls (en) de Livia De Paolis : Crochet
- 2023 : Opération Napoléon d'Óskar Thór Axelsson : William Carr

### Télévision

#### Séries télévisées
- 1988 : The Fear : Carl Galton
- 1999 : Wives and Daughters : M.. Preston
- 2008 : Le Journal d'Anne Frank (The Diary of Anne Frank) : Otto Frank
- 2009 : Doctor Who : Père Octavian (épisode Le Labyrinthe des Anges)
- 2011 - 2019 : Game of Thrones : Jorah Mormont (52 épisodes)
- 2011 : Borgia : Girolamo Savonarola
- 2011 : Downton Abbey : Sir Richard Carlisle (saison 2)
- 2011 : Strike Back : Gerald Crawford (saison 1, épisodes 5 et 6)
- 2012 : Prisoners' Wives de Julie Gearey
- 2013 : Hercule Poirot : Une mémoire d’éléphant : Docteur Willoughby
- 2013 : Ripper Street : le colonel Faulkner (saison, épisode 51)
- 2015 : Cleverman
- 2018 : Mrs Wilson : Alexander "Alec" Wilson
- 2019 : Titans : Bruce Wayne / Batman
- 2021 : Reyka : Angus Speelman
- 2023 : The Rig : Dans le brouillard des abysses : Magnus MacMillan
- 2023 : Silo : Dr. Pete Nichols
- 2023 : Castlevania : Nocturne : Juste Belmont (voix)

#### Téléfilms
- 1987 : Will You Love Me Tomorrow : Sailor
- 1991 : Adam Bede : Adam Bede
- 1992 : Black and Blue : Cmdr. Powell
- 1992 : Frankie's House : Tim Page
- 1993 : Missus : Father Pietro Salviati, Missus
- 1996 : Mort d'un commis voyageur (Death of a Salesman) : Biff
- 1997 : Painted Lady : Sebastian Stafford
- 1998 : Trial & Retribution II : Damon Morton
- 2000 : The Wyvern Mystery : Charles Fairfield
- 2000 : Anchor Me : Nathan Carter
- 2002 : Impact : Marcus Hodge
- 2003 : Carla: Daniel
- 2005 : Kidnapped : Alan Breck
- 2020 : Les Enfants de Windermere de Simon Block
- 2014 : The Red Tent : Jacob

## Distinctions

### Récompenses
- Berlinale 1990 : Ours d'argent du meilleur acteur pour Silent Scream
- Evening Standard British Film Awards 1991 : meilleur acteur pour Silent Scream, pour Aux sources du Nil et pour Fools of Fortune
- Screen Actors Guild Awards 2013 : Meilleure distribution dans une série télévisée dramatique pour Downton Abbey partagé avec Brendan Coyle, Lesley Nicol, Jim Carter, Robert James-Collier, Phyllis Logan, Siobhan Finneran, Amy Nuttall, Laura Carmichael, Hugh Bonneville, Zoe Boyle, Michelle Dockery, Elizabeth McGovern, Penelope Wilton, David Robb, Allen Leech, Joanne Froggatt, Maggie Smith, Dan Stevens, Sophie McShera, Thomas Howes et Jessica Brown Findlay
- Almería International Film Festival 2021 : Prix Almería Tierra de Cine.

### Nominations
- Teen Choice Awards 2001 : meilleure scène de combat pour Lara Croft: Tomb Raider partagé avec Angelina Jolie et meilleure ordure
- Screen Actors Guild Awards 2012 : Meilleure distribution dans une série télévisée dramatique pour Game of Thrones partagée avec Amrita Acharia, Mark Addy, Alfie Allen, Josef Altin, Sean Bean, Susan Brown, Nikolaj Coster-Waldau, Peter Dinklage, Ron Donachie, Michelle Fairley, Jerome Flynn, Elyes Gabel, Aidan Gillen, Jack Gleeson, Emilia Clarke, Julian Glover, Kit Harington, Lena Headey, Isaac Hempstead-Wright, Conleth Hill, Richard Madden, Jason Momoa, Rory McCann, Ian McElhinney, Luke Barnes, Roxanne McKee, Dar Salim, Mark Stanley, Donald Sumpter, Sophie Turner et Maisie Williams
- Ewwy Awards 2013 : meilleure actrice[Quoi ?] dans un second rôle dans une série télévisée dramatique pour Game of Thrones
- Screen Actors Guild Awards 2014 : Meilleure distribution dans une série télévisée dramatique pour Game of Thrones
- Screen Actors Guild Awards 2015 : Meilleure distribution dans une série télévisée dramatique pour Game of Thrones
- Screen Actors Guild Awards 2016 : Meilleure distribution dans une série télévisée dramatique pour Game of Thrones
- Screen Actors Guild Awards 2017 : Meilleure distribution dans une série télévisée dramatique pour Game of Thrones
- Gold Derby Awards 2018 : Meilleure distribution dans une série télévisée dramatique pour Game of Thrones
- Screen Actors Guild Awards 2018 : Meilleure distribution dans une série télévisée dramatique pour Game of Thrones
- Screen Actors Guild Awards 2020 : Meilleure distribution dans une série télévisée dramatique pour Game of Thrones